# 葉里溫中央陸軍體育會
葉里溫中央陸軍體育會 （羅馬化：Banaki Kentronakan Marzakan Akumb Yerevan），簡稱葉里溫中央陸軍（羅馬化：BKMA Yerevan），是一家位於亞美尼亞首都葉里溫的職業足球會，隸屬於亞美尼亞國防部。

## 球會歷史
在蘇聯統治亞美尼亞期間，葉里溫中央陸軍於1947年在葉里溫成立，當時名稱縮寫為俄語CSKA Yerevan。1991年亞美尼亞獨立後，球會正式從CSKA Yerevan更名為BKMA Yerevan，1994年在亞美尼亞甲組足球聯賽首次參加國內比賽，並獲得第3名。
1995–96賽季，球會在甲組聯賽獲得亞軍，在升級附加賽擊敗久姆里阿拉加茨，成功升上亞美尼亞足球超級聯賽。
1997賽季中期，球隊宣佈破產並退出比賽，剩下的所有比賽都判為0–3負，最終排名第12位並降級。此後，俱樂部處於不活躍狀態。
2019年，在亞美尼亞國防部長戴維·托諾揚的努力下，球隊得以復興，聘請拉斐尔·纳扎尔扬為主教練。

## 球會榮譽
- 亞美尼亞甲組足球聯賽

 亞軍： (1)  2020–21